# Coppa CERS 2012-2013
La Coppa CERS 2012-2013 è stata la 33ª edizione dell'omonima competizione europea di hockey su pista riservata alle squadre di club. Il torneo ha avuto inizio il 10 novembre 2012 e si è concluso il 12 maggio 2013 con la disputa delle final four a El Vendrell. 
Il titolo è stato conquistato dagli spagnoli del Vendrell per la prima volta nella loro storia sconfiggendo in finale i connazionali del Vic. 
In quanto squadra vincitrice, il Vendrell ha ottenuto anche il diritto di partecipare alla Coppa Continentale 2013-2014.

## Squadre partecipanti
| Nazione     | Club               | Città                | Qualificazione              |
| ----------- | ------------------ | -------------------- | --------------------------- |
| Austria     | Dornbirn           | Dornbirn             |                             |
| Austria     | Wolfurt            | Wolfurt              |                             |
| Francia     | Coutras            | Coutras              | 3º in Nationale 1 2011-2012 |
| Francia     | La Vendéenne       | La Roche-sur-Yon     | 5º in Nationale 1 2011-2012 |
| Francia     | Mérignac           | Mérignac             | 6º in Nationale 1 2011-2012 |
| Francia     | Ploufragan         | Ploufragan           | 7º in Nationale 1 2011-2012 |
| Francia     | Saint-Brieuc       | Saint-Brieuc         | 4º in Nationale 1 2011-2012 |
| Germania    | Darmstadt          | Darmstadt            |                             |
| Germania    | Germania Herringen | Hamm                 |                             |
| Germania    | Iserlohn           | Iserlohn             |                             |
| Germania    | Remscheid          | Remscheid            |                             |
| Germania    | Weil               | Weil am Rhein        |                             |
| Inghilterra | Herne Bay United   | Herne Bay            |                             |
| Italia      | AFP Giovinazzo     | Giovinazzo           |                             |
| Italia      | Bassano            | Bassano del Grappa   |                             |
| Italia      | Breganze           | Breganze             |                             |
| Italia      | Follonica          | Follonica            |                             |
| Italia      | Forte dei Marmi    | Forte dei Marmi      |                             |
| Portogallo  | Barcelos           | Barcelos             |                             |
| Portogallo  | Braga              | Braga                |                             |
| Spagna      | Blanes             | Blanes               |                             |
| Spagna      | Maçanet            | Maçanet de la Selva  |                             |
| Spagna      | Vendrell           | El Vendrell          |                             |
| Spagna      | Vic                | Vic                  |                             |
| Spagna      | Vilanova           | Vilanova i la Geltrú |                             |
| Svizzera    | Biasca             | Biasca               |                             |
| Svizzera    | Diessbach          | Diessbach bei Büren  |                             |
| Svizzera    | Uri                | Seedorf              |                             |
| Svizzera    | Uttigen            | Uttigen              |                             |
| Svizzera    | Wimmis             | Wimmis               |                             |

## Risultati

### Primo turno
Andata il 10 novembre 2012, ritorno il 24 novembre.
| Squadra 1          | Totale | Squadra 2        | Andata | Ritorno |
| ------------------ | ------ | ---------------- | ------ | ------- |
| Breganze           | 29 - 2 | Wolfurt          | 16 - 0 | 13 - 2  |
| Blanes             | 6 - 2  | Coutras          | 6 - 1  | 0 - 1   |
| Biasca             | 4 - 9  | Ploufragan       | 1 - 3  | 3 - 6   |
| Barcelos           | 12 - 5 | Uttigen          | 8 - 0  | 4 - 5   |
| Dornbirn           | 1 - 13 | Forte dei Marmi  | 0 - 7  | 1 - 6   |
| Darmstadt          | 2 - 10 | Vendrell         | 0 - 3  | 2 - 7   |
| Diessbach          | 12 - 9 | Iserlohn         | 6 - 3  | 6 - 6   |
| Uri                | 11 - 5 | Herne Bay United | 7 - 0  | 4 - 5   |
| Vilanova           | 12 - 8 | Saint-Brieuc     | 9 - 4  | 3 - 4   |
| Mérignac           | 18 - 8 | Remscheid        | 11 - 2 | 7 - 6   |
| Wimmis             | 9 - 18 | AFP Giovinazzo   | 7 - 7  | 2 - 11  |
| Germania Herringen | 5 - 13 | Maçanet          | 4 - 3  | 1 - 10  |
| Weil               | 1 - 15 | Vic              | 0 - 10 | 1 - 5   |
| La Vendéenne       | 4 - 3  | Follonica        | 0 - 2  | 4 - 1   |

### Ottavi di finale
Andata il 16 febbraio 2013, ritorno il 13 marzo.
| Squadra 1  | Totale | Squadra 2       | Andata | Ritorno |
| ---------- | ------ | --------------- | ------ | ------- |
| Breganze   | 7 - 6  | Blanes          | 3 - 3  | 4 - 3   |
| Ploufragan | 5 - 16 | Bassano         | 3 - 8  | 2 - 8   |
| Barcelos   | 7 - 10 | Forte dei Marmi | 5 - 3  | 2 - 7   |
| Diessbach  | 5 - 11 | Vendrell        | 1 - 5  | 4 - 6   |
| Uri        | 1 - 20 | Vilanova        | 1 - 8  | 0 - 12  |
| Mérignac   | 8 - 9  | AFP Giovinazzo  | 4 - 2  | 4 - 7   |
| Maçanet    | 4 - 6  | Vic             | 1 - 5  | 3 - 1   |
| Braga      | 8 - 10 | La Vendéenne    | 4 - 7  | 4 - 3   |

### Quarti di finale
Andata il 16 febbraio 2013, ritorno il 13 marzo.
| Squadra 1       | Totale | Squadra 2      | Andata | Ritorno |
| --------------- | ------ | -------------- | ------ | ------- |
| Breganze        | 2 – 5  | Bassano        | 1 – 3  | 1 – 2   |
| Forte dei Marmi | 7 - 10 | Vendrell       | 5 - 6  | 2 - 4   |
| Vilanova        | 9 - 7  | AFP Giovinazzo | 5 - 1  | 4 - 6   |
| Vic             | 6 - 2  | La Vendéenne   | 2 - 2  | 4 - 0   |

### Final Four
Le Final Four della manifestazione si sono disputate presso il Pavelló Municipal a El Vendrell dall'11 al 12 maggio 2013.

#### Tabellone
|  | Semifinali | Semifinali | Semifinali |     |          | Finale   | Finale | Finale |  |
|  |            |            |            |     |          |          |        |        |  |
|  | Bassano    | Bassano    | 4          |     |          |          |        |        |  |
|  | Bassano    | Bassano    | 4          |     |          |          |        |        |  |
|  | Vendrell   | Vendrell   | 6          |     |          |          |        |        |  |
|  | Vendrell   | Vendrell   | 6          |     | Vendrell | Vendrell | 3      |        |  |
|  |            |            |            |     | Vendrell | Vendrell | 3      |        |  |
|  |            |            | Vic        | Vic | 2        |          |        |        |  |
|  | Vic        | Vic        | Vic        | Vic | 2        | 6        |        |        |  |
|  | Vic        | Vic        |            |     |          |          |        |        |  |
|  | Vilanova   | Vilanova   | 1          |     |          |          |        |        |  |